# 3347 Konstantin
3347 Konstantin este un asteroid din centura principală, descoperit pe 2 noiembrie 1975, de Tamara Smirnova.

## Denumirea asteroidului
Asteroidul a primit numele în onoarea inginerului sovietic, proiectant de avioane, Konstantin Kalinin, victimă a Marii Epurări staliniste, executat în 1940.

## Caracteristici
3347 Konstantin prezintă o orbită caracterizată de o semiaxă majoră egală cu 3,1269293 u.a. și de o excentricitate de 0,0991337, înclinată cu 4,76112° față de ecliptică.